# Nahida Touhami
Nahida Touhami, né le 10 février 1978, est une coureuse algérienne des moyennes distances qui se spécialise dans le 800 et 1500 mètres. Elle a été sept ans championne algérienne dans plusieurs disciplines. Elle a participé aux Jeux olympiques à deux reprises, mais n'a gagné aucune médaille.

## Biographie
Touhami a d'abord commencé sa carrière dans le sprint, notamment le 200 m et le 400 m. Elle a obtenu son premier succès en 1996 lors des championnats panarabes de la jeunesse en gagnant le 400 m. La même année, elle était championne d’Algérie du 200 m. Au 400 m, elle est devenue championne d’Algérie en 1998, 2000 et 2003. Ensuite, elle s'est principalement consacrée au demi-fond.
Aux championnats d'Afrique d'athlétisme 2002 Touhami a fini sixième au 800 mètres et neuvième au 1500 m, tandis qu'au relais 4 × 400 mètres elle a obtenu la médaille de bronze. Elle a fait ses débuts olympiques en 2004 aux Jeux d'Athènes, où elle a été en demi-finale du 1500 m avec un temps de 4 min 07 s 21. En 2006, elle était de nouveau finaliste des championnats d'Afrique à deux reprises : au 1 500 m, elle a terminé sixième en 4 min 25 s 25, et au 800 mètres, cinquième en 2 min 05 s 33. Un an plus tard, elle était éliminée sur le 1 500 m des Championnats du monde d'athlétisme 2007 à Osaka dès les séries, avec un temps de 4 min 14 s 38.

### Palmarès
| Date | Compétition                           | Lieu      | Résultat | Épreuve   | Temps         |
| ---- | ------------------------------------- | --------- | -------- | --------- | ------------- |
| 1994 | Championnats panarabes de la jeunesse | Tunis     | 2e       | 400 m     | 58 s 54       |
| 1995 | Championnats d'Afrique des jeunes     | Bouaké    | 3e       | 400 m     | 57 s 43       |
| 1996 | Championnats panarabes de la jeunesse | Lattaquié | 2e       | 200 m     | 25 s 74       |
| 1996 | Championnats panarabes de la jeunesse | Lattaquié | 1re      | 400 m     | 57 s 20       |
| 1999 | Jeux panarabes                        | Amman     | 1re      | 800 m     | 2 min 06 s 17 |
| 2002 | Championnats d'Afrique                | Radès     | 6e       | 800 m     | 2 min 07 s 01 |
| 2002 | Championnats d'Afrique                | Radès     | 9e       | 1 500 m   | 4 min 25 s 50 |
| 2002 | Championnats d'Afrique                | Radès     | 2e       | 4 × 400 m | 3 min 39 s 70 |
| 2003 | Championnats d'Afrique du Nord        | Tunis     | 2e       | 800 m     | 2 min 03 s 77 |
| 2003 | Championnats panarabes                | Amman     | 1re      | 800 m     | 2 min 05 s 73 |
| 2003 | Championnats panarabes                | Amman     | 1re      | 1 500 m   | 4 min 25 s 6  |
| 2004 | Jeux panarabes                        | Alger     | 1re      | 800 m     | 2 min 34 s 48 |
| 2004 | Jeux panarabes                        | Alger     | 1re      | 1 500 m   | 4 min 35 s 85 |
| 2006 | Championnats du monde en salle        | Moscou    | 9e       | 1 500 m   | 4 min 19 s 44 |
| 2006 | Championnats d'Afrique                | Bambous   | 5e       | 800 m     | 2 min 05 s 33 |
| 2006 | Championnats d'Afrique                | Bambous   | 6e       | 1 500 m   | 4 min 25 s 25 |
| 2007 | Championnats panarabes                | Amman     | 3e       | 800 m     | 2 min 08 s 20 |
| 2007 | Jeux africains                        | Alger     | 3e       | 800 m     | 2 min 03 s 79 |
| 2007 | Jeux africains                        | Alger     | 5e       | 1 500 m   | 4 min 12 s 34 |

### Records personnels
- 200 mètres - 24 s 85 (1996)
- 400 mètres - 53 s 08 (2003)
- 800 mètres - 1 min 59 s 65 (2004)
- 1 500 mètres - 4 min 05 s 25 (2004)